# Folly Beach
Folly Beach é uma cidade localizada no estado norte-americano de Carolina do Sul, no Condado de Charleston.

## Demografia
Segundo o censo norte-americano de 2000, a sua população era de 2116 habitantes.
Em 2006, foi estimada uma população de 2312, um aumento de 196 (9.3%).

## Geografia
De acordo com o United States Census Bureau tem uma área de
48,2 km², dos quais 31,7 km² cobertos por terra e 16,5 km² cobertos por água.

## Localidades na vizinhança
O diagrama seguinte representa as localidades num raio de 24 km ao redor de Folly Beach.